# ماونتین هوم (ویرجینیای غربی)
ماونتین هوم (به انگلیسی: Mountain Home) یک منطقهٔ مسکونی در ایالات متحده آمریکا است که در شهرستان کلی، ویرجینیای غربی واقع شده‌است. ماونتین هوم ۳۷۶٫۱۳ متر بالاتر از سطح دریا قرار دارد.